# Mario Mendoza
Mario Mendoza Zambrano (Bogotá, 10 de enero de 1964) es un escritor colombiano. Nieto por parte paterna de Simón Tebcheranny, un cristiano libanés que llegó a Colombia huyendo de la persecución que había en su país. Llegó en plena época de la violencia bipartidista. Con el temor de ser perseguido por su apellido, lo cambió por Mendoza.
Mario estudió en el Colegio Refous, donde escribió a los 16 años su primer cuento, y tras graduarse ingresó a la Pontificia Universidad Javeriana de Bogotá, donde realizó estudios superiores. Fue profesor varios años del Departamento de Literatura de su alma mater. Se graduó en Literatura Hispanoamericana en la Fundación José Ortega y Gasset de Toledo, España, y luego residió un tiempo en el kibutz Mefalsim, en el sur de Israel. En 1997 fue profesor visitante en la Universidad James Madison, en Virginia, Estados Unidos.

## Sus obras

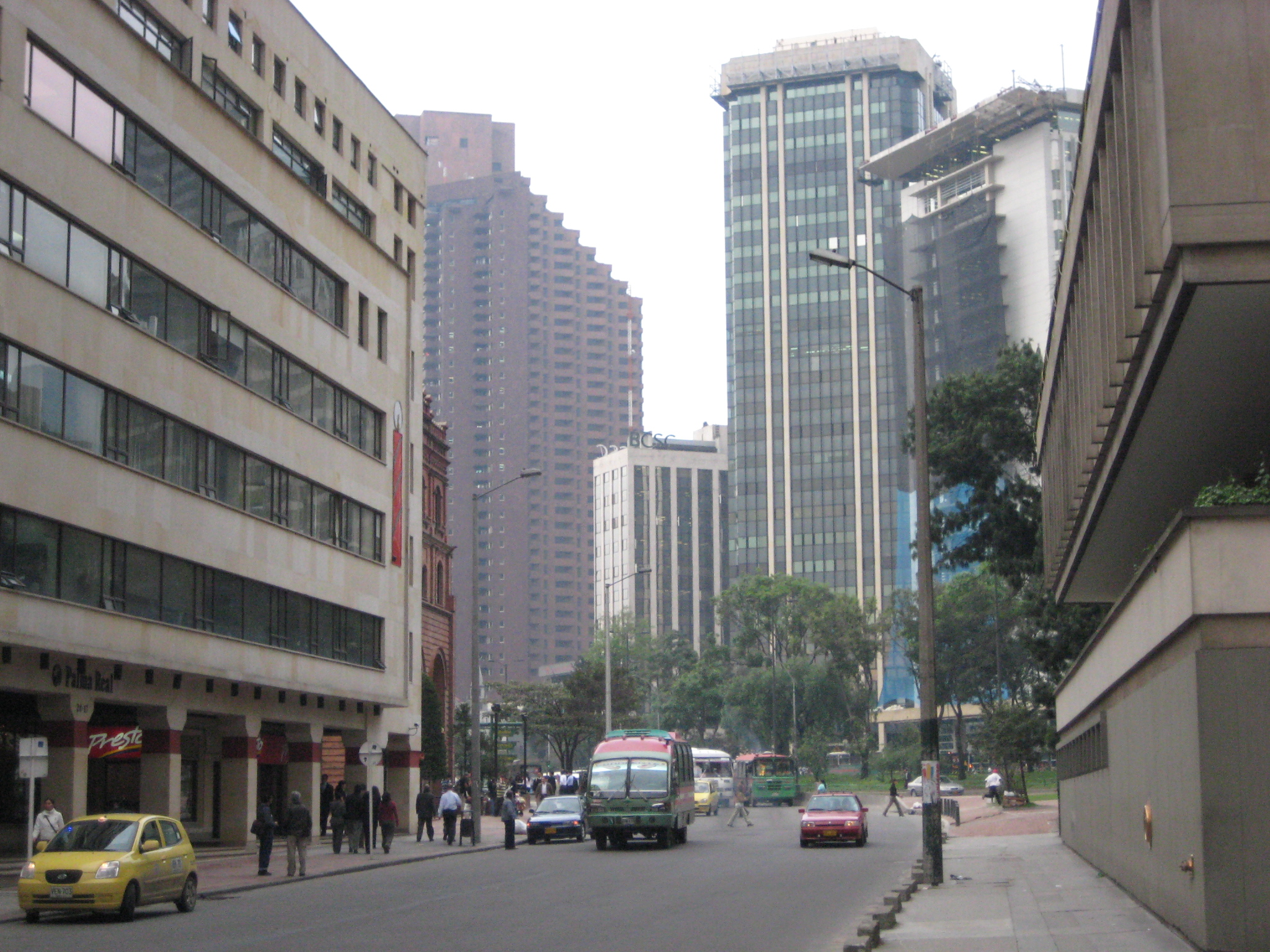
Las calles del centro de Bogotá han sido de gran inspiración para Mendoza y aparecen en muchas de sus obras

El escritor publicó su primera novela, La ciudad de los umbrales, en 1994. A través de las imágenes descritas en varios de sus textos, Mendoza recrea la capital colombiana que casi nadie se ha osado esbozar. En su ópera prima empieza a aparecer la imagen de Bogotá como “ciudad travesti”, un concepto que él explicará más adelante en un conversatorio realizado en la Biblioteca Luis Ángel Arango, en mayo de 2004.
La ciudad que nos revela Mario Mendoza en sus tres siguientes obras, Scorpio City (1998), Relato de un asesino (2001) y Satanás (2002) es una musa sombría cuya belleza resulta tenebrosa porque condensa lo infernal y lo sagrado, lo criminal y lo virtuoso, lo repugnante y lo deseable, lo doloroso y lo placentero. Una metrópoli finisecular, que parece sacada de las páginas de El extraño caso del doctor Jekyll y el señor Hyde, pues es una multiplicidad de facetas superpuestas en constante tensión, un monstruo seductor cuya esencia no es posible determinar si “baja del hondo cielo o emerge del abismo”.
La prosa ágil y concisa de Mendoza deviene uno de los principales sellos de su propio universo narrativo, un universo en el que es posible encontrar la belleza en lo feo y lo repugnante, sin pretender encubrirlo con catarsis facilistas. Desde su escritura visceral propone una estética hiperrealista, que no teme viajar por las intrincadas regiones de la psiquis humana, ni bordear los límites de la locura.
Mario Mendoza le vive tomando el pulso a la ciudad, es un vocero literario de la Bogotá de los últimos treinta años. En sus novelas se pueden rastrear los barrios, los puentes, los colegios, las calles, las universidades, los parques y los cambios que ha ido experimentando la capital colombiana en estas décadas. Así pues, este autor bogotano se destaca por su interés en crear resistencia, en no formar un gremio de fanáticos de su obra literaria sino aparentemente en formar activistas que luchen como él, a través de sus escritos. La literatura entonces, como la resistencia ante las injusticias del sistema, da cuenta de la realidad social y la expone sin tapujos a la sociedad. Con el tiempo la obra de Mendoza va camino a ser reconocida como un trabajo valioso relacionado con la literatura urbana colombiana, en especial en lo que se refiere a la representación de la ciudad de Bogotá dentro de las letras colombianas.
En sus libros se refleja el pasado que lo marcó.

## Obras

### Novela
- 1994 La ciudad de los umbrales
- 1998 Scorpio City
- 2001 Relato de un asesino
- 2002 Satanás
- 2004 Cobro de sangre
- 2007 Los hombres invisibles
- 2009 Buda Blues
- 2011 Apocalipsis
- 2013 Lady Masacre
- 2016 La melancolía de los feos
- 2018 Diario del fin del mundo
- 2019 Akelarre
- 2024 Los vagabundos de Dios
- 2025 Vírgenes y toxicómanos

### Cuento
- 1997 La travesía del vidente
- 2004 Una escalera al cielo.
- 2023 Cuentos completos

## Alternativos
- 2010 La locura de nuestro tiempo
- 2012 La importancia de morir a tiempo
- 2014 Paranormal Colombia
- 2017 El libro de las revelaciones
- 2021 Bitácora del Naufragio
- 2023 Leer es resistir

### Novela juvenil
Mario Mendoza inició la publicación de la obra juvenil con Arango Editores, pero después retiró la saga de aventuras de dicha editorial y convirtió a Editorial Planeta, el grupo que ha respaldado el conjunto de su obra junto con material visual e ilustrativo a cargo de Book and Play Studio.
- 2015 El mensajero de Agartha 1 - Zombis
- 2015 El mensajero de Agartha 2 - El Palacio de los Sarcófagos
- 2016 El mensajero de Agartha 3 - Mi extraño viaje al mundo de Shambala
- 2016 El mensajero de Agartha 4 - La colonia de Altair
- 2016 El mensajero de Agartha 5 - Crononautas
- 2017 El mensajero de Agartha 6 - Metempsicosis
- 2017 El mensajero de Agartha 7 - El hijo del carpintero
- 2018 El mensajero de Agartha 8 - En busca de Akakor
- 2018 El mensajero de Agartha 9 - El último vuelo del vampiro
- 2018 El mensajero de Agartha 10 - El verdadero horror del Lobo Feroz

### Música
- En 2017 colabora con la agrupación bogotana LosPetitFellas al escribir la canción Marco para el álbum Formas para perderse o I.D.E.A.S. En ella el escritor narra al ritmo de la música del grupo la composición hecha en torno a la descripción que hace del protagonista de la historia.[5][6]

### Novela gráfica
A partir de 2018 Mendoza se asocia con el arquitecto Keco Olano para plasmar gráficamente su obra más notable, Satanás; después realizan una serie de diez cómics titulada El último día sobre la Tierra y una trilogía de novelas gráficas llamada Mysterion.
- 2018 Satanás
- 2019 El último día sobre la Tierra. Volumen 1: Imágenes premonitorias
- 2019 El último día sobre la Tierra. Volumen 2: Están entre nosotros
- 2020 El último día sobre la Tierra. Volumen 3: El astrólogo
- 2020 El último día sobre la Tierra. Volumen 4: Los híbridos
- 2020 Mysterion. Volumen 1: Kaópolis
- 2021 El último día sobre la Tierra. Volumen 5: Homo capensis
- 2021 El último día sobre la Tierra. Volumen 6: Morgellons
- 2022 Mysterion. Volumen 2: Los Fugitivos
- 2022 El último día sobre la Tierra. Volumen 7: Alimañas peligrosas
- 2022 El último día sobre la Tierra. Volumen 8: La tribu
- 2023 El último día sobre la Tierra. Volumen 9: El robo
- 2023 El último día sobre la Tierra. Volumen 10: Siete minutos
- 2023 Mysterion. Volumen 3: Los sobrevivientes

## Premios
- 1998 Premio Nacional de arte  (área cuento) del Instituto Distrital de Cultura y Turismo de Bogotá por La travesía del vidente
- 2018 Premio Biblioteca Breve de Seix Barral por la novela Satanás
- 1992 Premio Nacional de Literatura[7] otorgado por la revista Libros y Letras por el conjunto de su obra.